# Франсишку де Алмейда
Дон Франсишку де Алмейда (на португалски: Francisco de Almeida), известен също като Великият Дон Франсишку, е португалски благородник, военен и пътешественик-изследовател. 
Проявява се като съветник на крал Жуау II и по-късно във войните срещу маврите и при Превземането на Гранада през 1492 г. През 1505 г. е назначен от крал Мануел I Щастливия за първи губернатор и вицекрал на Португалска Индия (Estado da Índia). На Алмейда се приписва установяването на португалска хегемония в Индийския океан с победата в морската Битка при Диу през 1509 г. Преди да може да се завърне в Португалия, Алмейда е убит от местни хора в Южна Африка през 1510 г. Неговият син Лоуренсо де Алмейда също е убит в Битката при Чаул през 1508 г.

## Произход и военна кариера (ок.1450 – 1505)
Роден е около 1450 година в Лисабон, Португалия. Както е обичайно за мъже от неговия социален кръг, той се присъединява към армията в ранна възраст. През 1476 г. участва в Битката при Торо. След това воюва в конфликти в различни части на Мароко, а през 1492 г. участва в Превземането на Гранада на страната на Кастилия.

## Експедиционна дейност (1505 – 1509)
През 1505 г. крал Мануел I назначава Алмейда, тогава на около 55 години, за пръв вицекрал на Португалска Индия (Estado da Índia). С армада от 22 кораби, включително 14 караки и 6 каравели, Алмейда отплава от Лисабон на 25 март 1505 г. с екипаж от 1500 войници. Флагманът е караката São Rafael с капитан Ернан Соареш. Основните цели на мисията са да докарат търговията с подправки под португалски контрол, да построи фортове по източноафриканското и индийското крайбрежие, да напредне португалската търговия с подправки чрез съюзи с местни вождове и построяване на търговски постове.

### Африканско завоюване
Алмейда обикаля нос Добра надежда и навлиза в африканските крайбрежни води отново при Софала и остров Мозамбик, откъдето продължава на север до крайбрежното селище Килуа. През юли 1505 той използва 8 кораба, за да нападне и покори 4000-те жители на това пристанище. Поради доброто пристанище, което осигурява градът, достатъчно за закотвяне на кораби до 500 тона, португалците решават да построят форт тук. За тази цел Перо Ферейра и 8 войници остават в града.
През август 1505 г. португалците пристигат в Момбаса, пристанище по на север. Градът с население от около 10 000 е покорен след тежка битка срещу войниците на местния арабски шейх. Градът е плячкосан и подпален. На португалците помага врагът на Момбаса, султанът на Мелинде. През същия месец каравела от флота на Алмейда с капитан Жуау Хомер превзема Занзибар и го обявява за португалски.

### Вицекрал на Индия
На 25 март 1505 г. Франсишку де Алмейда е назначен за вицекрал на Индия с условие, че ще основе 4 форта на югозападния индийски бряг: на остров Андждива, Кананор, Кочин и Куилон. Алмейда напуска Португалия с флот от 22 кораба и 1500 мъже. На 13 септември достига остров Анджедива, където незабавно започва строежа на форт Анджедива. На 23 октомври започва, с позволението на приятелския владетел Колатин, строежа на форт Сант Анджело в Кананор, оставяйки Лоуресо де Брито начело на 150 мъже и 2 кораба.
Франсишку де Алмейда достига Кочин на 31 октомври 1505 със само 8 останали кораба. Там научава, че португалските търговци в Куилон са били убити. Той решава да изпрати сина си Лоуренсо де Алмейда с 6 кораба, които унищожават 27 каликутски кораба в пристанището на Куилон. Алмейда заживява в Кочин. Той усилва португалските укрепления на Форт Мануел в Кочин.
Заморинът на Каликут подготвя голям флот от 200 кораба, с които да се противопостави на португалците, но през март 1506 г. синът му Лоуренсо де Алмейда засича флота на заморина в морска битка на входа на пристанището Кананор (Битката при Кананор, 1506) и му нанася тежко поражение. След това Лоуренсо де Алмейда изследва крайбрежието на юг до Коломбо, Шри Ланка. Междувременно заморинът успява да убеди колатири на Кананор, че португалците имат имперски интереси в Керала. Колатири е разгневен на португалците за това, че нарушават пътуванията на мюсюлмански търговци до Кананор и обсажда Форт Сан Анджело (Обсадата на Кананор, 1507).
През 1507 мисията на Алмейда е подсилена от пристигането на ескадрата на Трищан да Куня. Ескадрата на Алфонсу де Албукерке обаче се е отделила от тази на Да Куня при Източна Африка и независимо завладява територии на запад.
Междувременно нараства напрежението между Алмейда и Албукерке, чиито успешни действия убеждават краля да го постави начело на всички португалски колонии. Когато Албукерке му съобщава за новото си назначение, Алмейда го арестува, докато не се потвърдят новините за уволнението му. През ноември 1509 г. Алмейда признава валидността на претенциите на Албукерке и се прибира в Европа.

## Смърт
Умира в битка с хотентони на 1 март 1510 година близо до днешен Кейптаун.